# Memorial Rik Van Steenbergen
Memorial Rik Van Steenbergen (tidligere GP Rik Van Steenbergen) er et belgisk endagsløb i landevejscykling som arrangeres hvert år i september. Løbet er blevet arrangeret siden 1991. Løbet er af UCI klassificeret med 1.1 og er en del af UCI Europe Tour. Løbet er opkaldt efter den tidligere toprytter Rik Van Steenbergen.

## Vindere
| År        | Vinder                   | Toer                    | Treer              |
| --------- | ------------------------ | ----------------------- | ------------------ |
| 1991      | Olaf Ludwig              | Koen Vekemans           | John van den Akker |
| 1992      | Patrick Deneut           | Kurt Onclin             | Vjatjeslav Jekimov |
| 1993      | Mario Cipollini          | Niko Eeckhout           | Eddy Schurer       |
| 1994      | Djamolidine Abdoujaparov | Jean-Pierre Heynderickx | Tom Steels         |
| 1995      | Tom Steels               | Eric Vanderaerden       | Jacek Mickiewicz   |
| 1996      | Jans Koerts              | Jens Heppner            | Danny Daelman      |
| 1997      | Andreï Tchmil            | Hans De Meester         | Robbie Vandaele    |
| 1998      | Ján Svorada              | Andreï Tchmil           | Peter Van Petegem  |
| 1999      | Giuliano Figueras        | Jeroen Blijlevens       | Jo Planckaert      |
| 2000      | Lars Michaelsen          | Matthé Pronk            | Robert Hunter      |
| 2001      | Niko Eeckhout            | Geert Omloop            | Nicolas Jalabert   |
| 2002      | Steffen Radochla         | Robbie McEwen           | Laurent Jalabert   |
| 2003      | Niko Eeckhout            | Cédric Vasseur          | Johan Museeuw      |
| 2004      | Tom Boonen               | Niko Eeckhout           | Ralf Grabsch       |
| 2005      | Jean-Patrick Nazon       | Wim De Vocht            | Jens Renders       |
| 2006      | Niko Eeckhout            | Robbie McEwen           | Steffen Radochla   |
| 2007      | Greg Van Avermaet        | Niko Eeckhout           | Steven de Jongh    |
| 2008      | Gert Steegmans           | Stefan van Dijk         | Jürgen Roelandts   |
| 2009      | Niko Eeckhout            | Stefan van Dijk         | Steven de Jongh    |
| 2010      | Michael Van Staeyen      | Robbie McEwen           | Jürgen Roelandts   |
| 2011      | Kenny van Hummel         | André Greipel           | Denis Galimzjanov  |
| 2012      | Theo Bos                 | Kenny van Hummel        | Mark Renshaw       |
| 2013-2018 | ikke arrangeret          | ikke arrangeret         | ikke arrangeret    |
| 2019      | Dries De Bondt           | Jimmy Janssens          | Piotr Havik        |
| 2020-2021 | aflyst                   | aflyst                  | aflyst             |
| 2022      | Tim Merlier              | Mark Cavendish          | Dylan Groenewegen  |